# Eres tú
Eres tú (Nederlands: Jij bent het) is een nummer uit 1973 van het Spaanse collectief Mocedades. Het werd geschreven en gecomponeerd door Juan Carlos Calderón. In april dat jaar werd het nummer op vinylsingle uitgebracht.
Het nummer was de Spaanse inzending op het Eurovisiesongfestival van 1973 en behaalde daarbij de tweede plaats.

## Achtergrond

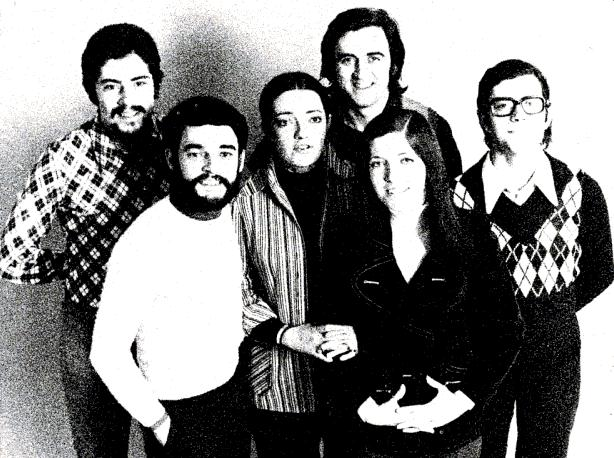
Mocedades in 1973

De uit Baskenland afkomstige groep Mocedades werd opgericht in 1967. Aanvankelijk telde de groep acht personen, maar na enkele wisselingen in de samenstelling was dit aantal vijf jaar later gereduceerd naar zes. In 1973 werd Mocedades door de Spaanse omroep RTVE intern aangewezen om Spanje te vertegenwoordigen op het Eurovisiesongfestival. Tekstschrijver en componist Juan Carlos Calderón, de ontdekker van de groep, schreef voor deze gelegenheid de ballad Eres tú, een liefdeslied. In de tekst wordt een geliefde toegezongen en vergeleken met belangrijke zaken als water, vuur, vreugde, brood (tarwe) en (gitaar)muziek. Groepslid Amaya Uranga nam de leadvocals voor haar rekening.
Enige ophef ontstond toen de schrijver van Eres tú werd beschuldigd van plagiaat. Critici meenden dat de compositie sterke gelijkenissen liet horen met de Joegoslavische songfestivalinzending van 1966, Brez besed van Berta Ambrož. De Sloveense componist van dat nummer, Mojmir Sepe, ondernam echter geen actie en de Spanjaarden werden door de organisatie van het songfestival niet gediskwalificeerd.

## Eurovisiesongfestival 1973
Het Eurovisiesongfestival van 1973 werd op 7 april gehouden in het Grand Théâtre in Luxemburg. Mocedades was als zevende van 17 deelnemers aan de beurt. Tijdens het optreden stonden de groepsleden naast elkaar op een rij. De vier mannelijke leden (waaronder de twee gitaristen) waren gekleed in pakken, de twee zangeressen in het midden droegen kleurige jurken. Op de achtergrond speelde het orkest mee, dat gedirigeerd werd door de schrijver van het lied, Juan Carlos Calderón.
Bij de puntentelling ontving Eres tú van drie landen (Italië, Nederland en Ierland) het maximumaantal van 10 punten. Nog eens vijf landen gaven de inzending negen punten. De totale puntenscore van 125 leverde Spanje uiteindelijk de tweede plaats op. De achterstand op de winnende inzending van gastland Luxemburg (Tu te reconnaîtras van Anne-Marie David) bedroeg slechts vier punten.
Ondanks het mislopen van de eindoverwinning groeide Eres tú in de jaren hierna uit tot een songfestivalklassieker. Het wordt, decennia na dato, nog alom beschouwd als de bekendste Spaanse songfestivalinzending en het staat ook vaak hoog genoteerd in overzichten en hitlijsten waarin het songfestival centraal staat. In 2020 stemden luisteraars van de Vlaamse Radio 2 de plaat bijvoorbeeld naar nummer 1 in de Songfestival Top 40. Ook in de sinds 2018 jaarlijks in mei op de Nederlandse publieke radiozender NPO Radio 2 uitgezonden Songfestival Top 50 staat de plaat steevast in de hogere regionen genoteerd.

## Hitlijsten
Eres tú groeide in verschillende Europese landen uit tot een grote hit. In thuisland Spanje stond de single in totaal vier weken op nummer 1.
In Nederland werd de plaat in het voorjaar van 1973 veel gedraaid oo de landelijke radiozenders en zeezenders en werd een enorme hit. De plaat bereikte de 3e positie in zowel de Veronica Top 40 op Radio Veronica als de publieke hitlijst; de Daverende Dertig / Hilversum 3 Top 30 op Hilversum 3.
Ook in Vlaanderen en Noorwegen werd het een top 10-hit. In België werd de 8e positie behaald in zowel de voorloper van de Vlaamse Ultratop 50 als de Vlaamse Radio 2 Top 30. In Wallonië werd de 25e positie bereikt, Zweden de 4e, Noorwegen de 8e, IJsland de 6e, Finland de 11e, Duitsland de 15e en Frankrijk de 59e.
Buiten Europa was de plaat eveneens populair, vooral in de Spaanstalige landen van Latijns-Amerika, maar ook in delen van Oceanië (met een top 3-notering in Nieuw-Zeeland en een top 30-notering in Australië). In de Verenigde Staten kwam Mocedades tot de 9e positie in de reguliere Billboard Hot 100 en scoorden zij tevens hoog in de Adult Contemporary-hitlijst. In Canada werd de 6e positie bereikt.
Voor een Spaanstalige plaat van een Spaanse act was het succes in veel landen een unicum. Wereldwijd werden van de single miljoenen exemplaren verkocht, waarmee het commercieel veel succesvoller bleek dan Tu te reconnaîtras, het lied waardoor het op het songfestival verslagen was.

### Nederlandse Top 40
| Positie: | 26 | 11 | 3 | 3 | 3 | 7 | 12 | 18 | 21 | 34 | 40 | uit |

### Daverende Dertig / Hilversum 3 Top 30
Hitnotering: 28-04-1973 t/m 23-06-1973. Hoogste notering: #3 (2 weken).

### Vlaamse Ultratop 50
| Positie: | 21 | 13 | 9 | 8 | 9 | 9 | 12 | 20 | 29 | uit |

### NPO Radio 2 Top 2000
| Nummer met noteringen in de NPO Radio 2 Top 2000 | '99 | '00 | '01 | '02 | '03 | '04 | '05 | '06 | '07 | '08 | '09 | '10 | '11  | '12  | '13  | '14  | '15  |
| ------------------------------------------------ | --- | --- | --- | --- | --- | --- | --- | --- | --- | --- | --- | --- | ---- | ---- | ---- | ---- | ---- |
| Eres tú                                          | 418 | 696 | 619 | 757 | 916 | 783 | 531 | 739 | 721 | 690 | 971 | 968 | 1239 | 1014 | 1221 | 1407 | 1563 |

1. ↑  Een vetgedrukt getal geeft de hoogste notering aan.
2. ↑  Deze tabel is bijgewerkt tot en met de meest recente editie (2024).

### Evergreen Top 1000
| Evergreen Top 1000 | Evergreen Top 1000 | Evergreen Top 1000 | Evergreen Top 1000 | Evergreen Top 1000 | Evergreen Top 1000 | Evergreen Top 1000 | Evergreen Top 1000 | Evergreen Top 1000 | Evergreen Top 1000 | Evergreen Top 1000 | Evergreen Top 1000 | Evergreen Top 1000 | Evergreen Top 1000 | Evergreen Top 1000 | Evergreen Top 1000 | Evergreen Top 1000 |
| Jaar               | 2008               | 2009               | 2010               | 2011               | 2012               | 2013               | 2014               | 2015               | 2016               | 2017               | 2018               | 2019               | 2020               | 2021               | 2022               | 2023               |
| ------------------ | ------------------ | ------------------ | ------------------ | ------------------ | ------------------ | ------------------ | ------------------ | ------------------ | ------------------ | ------------------ | ------------------ | ------------------ | ------------------ | ------------------ | ------------------ | ------------------ |
| Positie            | 397                | 660                | 650                | 650                | 691                | 267                | 412                | 356                | 346                | 348                | 512                | 209                | 195                | 221                | 127                | 195                |

## Vertalingen
Na het songfestival nam Mocedades Eres tú op in verschillende talen:
- Baskisch: Zu zara
- Duits: Das bist du
- Engels: Touch the wind
- Frans: C'est pour toi
- Italiaans: Viva noi

In de decennia nadien werd het door talloze andere artiesten en in uiteenlopende talen gecoverd:
- Afrikaans: Jy's vir my
- Deens: Rør ved mig
- Duits: Du bist wie die Sonne
- Engels: Touch the wind (o.a. The Shirelles, Gé Korsten en Nana Mouskouri) / That's you (Perry Como) / Will my love be you (Petula Clark) / Eres tu (Ray Conniff)
- Estisch: Selline sa oled
- Fins: Sinä vain / Runoni kaunein olla voit
- Frans: C'est pour toi (Rika Zaraï)
- Indonesisch: Hatiku
- Koreaans: 그대 있는 곳까지
- Nederlands: Dicht bij jou (Jan Rot) / Waar naartoe (Willeke Alberti) / Zo ben jij (Garry Hagger) / Neem mijn hand (Frank Galan) / Er is toe ('t Spaanse Schaep)
- Noors: I mitt liv
- Portugees: É você
- Spaans: Eres tú (o.a. Bing Crosby, The Kelly Family, Luis Miguel, Il Divo, Daniel Diges, Eydie Gormé en De 3 Baritons)
- Sranantongo: San joe taigie mie (Ex Masters)
- Tsjechisch: Správný tón (Karel Gott) / Ranní píseň
- Turks: Eski dostlar ne oldu
- Vietnamees: Co gai rung mo
- Zweeds: Rör vid mig

Instrumentale versies van Eres tú werden uitgebracht door onder meer Roberto Delgado, Acker Bilk, Bert Kaempfert, Sonny James, Percy Faith en de Gebroeders Brouwer.